# Queensberry
Queensberry byla německá dívčí hudební skupina. Založena byla v prosinci roku 2008 jako výsledek talentové pěvecké show Popstars 2008. Ve skupině se několikrát měnily členky, na začátku roku 2013 se skupina rozpadla.

## Popstars 2008
Popstars 2008 neboli Popstars – Just 4 Girls byl 7. ročník německé pěvecké show Popstars. Členky Popstars zpívaly postupně v jiných sestavách písně a porotci členky postupně vybírali. V prosinci roku 2008 nahrálo 8 nejlepších členek vánoční singl „I Believe in X–Mas“. Porotci postupně vybrali 3 členky do skupiny Queensberry – postupně to byly Leonore Bartsch (Leo), Victoria Ulbrich (Vici) a Gabriella De Almeida Rinne (Gabby). Tyto 3 členky nahrály první album Volume I. Album mělo 3 verze – každá byla s jinou finalistkou. Finalistky byly Antonella Trapani (Anto), Patricia Ivanauskas (Patze) a Katharina Kobert (KayKay). Součástí těchto alb byl i první videoklip „No Smoke“, ve kterém se objevily 3 členky skupiny i 3 finalistky. Lidé pak hlasovali pro nejlepší verzi, která vedla k tomu určit poslední členku skupiny. 18. 12. 2008 se konalo velké finále, kde se vyhlásilo, že poslední členka skupiny je Antonella.

## 2009 – singly a nové album
Po určení poslední členky se videoklip upravil, aby tam byla z finalistek jen Antonella, protože skupina už byla hotová. Brzy byl hotový další videoklip k písni z alba Volume I – „I Can't Stop Feeling“. Album Volume I se objevilo na prvních příčkách německých hitparád. Queensberry přidaly do alba pár dalších písní a pojmenovaly ho Volume I – Deluxe Edition. Queensberry se připojily k německému turné Doll Domination Tour skupiny The Pussycat Dolls. V dubnu 2009 natočily v americkém městě Miami další videoklip – „Too Young“. Singl „Too Young“ se objevil už v albu Volume I – Deluxe Edition. Tento „letní“' hit předvedly ve finále soutěže Germany's Next Topmodel. Druhé album bylo dokončeno v listopadu roku 2009. Obsahovalo singl z Volume I Deluxe Edition – „Too Young“ a 1 nový – „Hello“ (Turn Your Radio On). Videoklip k „Hello“ byl však propuštěn už v říjnu. Singl „Hello“ se umístil na 4 místě v německých hitparádách a „Too Young“ na 5. Poté Queensberry nahrály píseň „The Song“ jako soundtrack k americkému filmu Alvin a Chipmunkové 2. Leo, Antonella a Vici také nadabovaly postavy z filmu – Chipettky – do němčiny a Gabby nadabovala jednu „lidskou“ postavu.

## 2010 – změna členek skupiny
Na jaře roku 2010 Queensberry nahrály písně „Little Bit Wonderful“ a „Superworld“ k německému filmu Hanni a Nanni.

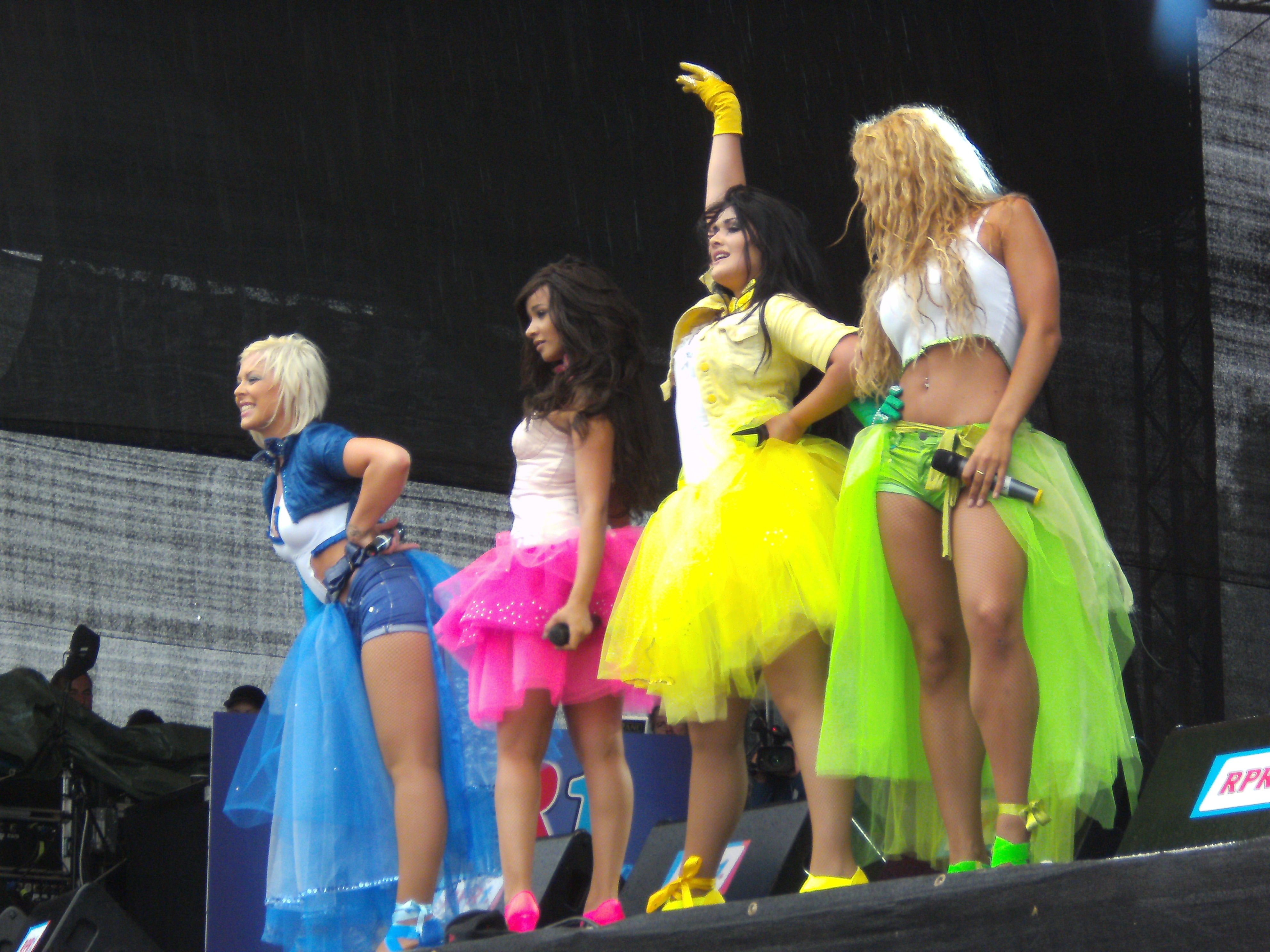
Pink Chocolate Tour (2011)

7. července 2010 bylo oficiálně prohlášeno, že Antonella a Victoria opustily skupinu. Leonore a Gabriella honem sehnaly nové členky – Selinu Herrero a Ronju Hilbig. Zbytek roku vystupovaly se starými písněmi, ale hlasy Antonelly a Victorii byly nahrazeny Selinou a Ronjou. Na konci tohoto roku skupina vydala singl „Yo No Puedo Vivir Sin Ti“ – španělskou verzi singlu „I Can't Stop Feeling“.

## 2011 – Pink Chocolate Tour a další podíl naChipmunkách
Na jaře a v létě roku 2011 jely členky skupiny – Leo, Gabby, Ronja a Selina – na turné Pink Chocolate Tour. Na konci roku vydaly píseň k filmu Alvin a Chipmunkové 3 – „Chipwrecked“ – která se ovšem objevila jen na německém soundtracku. V dabování Chipettek se pokračovalo – tentokrát to byly Leo, Ronja a Selina. Gabby opět dabovala lidskou postavu.

## 2012 a 2013 – pomalý zánik skupiny
Queensberry několikrát vystupovaly na akci/turné Holiday On Ice se starou písní „Too Young“ a novou – „Celebrate“. V dubnu 2012 Selina opustila skupinu kvůli studiu. Leo, Gabby a Ronja pracovaly na novém albu Chapter 3. Bylo zveřejněno v červnu 2012, a obsahovalo 2 singly: „Timeless“ a „Girl Like Me“. Videoklip k „Timeless“ byl zveřejněn už 1. června a videoklip k „Girl Like Me“ v srpnu. Oba singly však už nebyly tak úspěšné jako ty v základní sestavě. V říjnu 2012 Leo oficiálně opustila skupinu. Gabby a Ronja pár měsíců zpívaly spolu, pak se však rozešly. Všechny 3 poslední členky se vydaly na sólové dráhy – Ronja jako Miss Ronja, Gabby vydala v roce 2014 singl „Fighter“. Leo nahrála písně k filmům Hanni a Nanni 2 a 3, v roce 2014 nahrála s Tamarou Ruprecht album Acoustic Adventures jako duo Resaid.